# Orchestre de l'Opéra national de Lorraine
L’Orchestre de l'Opéra national de Nancy-Lorraine est un orchestre français établi à Nancy.

## Historique
D'abord municipal, l'orchestre est créé le 27 juin 1884 par les professeurs et le directeur du Conservatoire de Nancy, Édouard Brunel, sous le nom d'Orchestre du Conservatoire de Nancy. En 1889, le compositeur et nouveau directeur du Conservatoire Joseph-Guy Ropartz et le directeur de l’opéra Albert Carré, organisent une saison de concerts symphoniques donnés dans la nouvelle salle Poirel.  
L'orchestre composé de 66 musiciens se détache du Conservatoire en 1979 et prend le nom d'Orchestre symphonique et Lyrique de Nancy (OSLN). Il prend son nom actuel en 2019. L'orchestre donne une quarantaine de concerts par an, à Nancy, principalement à l'Opéra et à la salle Poirel, ainsi que d'autres salles en Lorraine. Il accompagne également les œuvres lyriques de l'Opéra national de Nancy-Lorraine. Les musiciens donnent en outre des concerts apéritifs de musique de chambre cinq samedis dans la saison.

## Directeurs musicaux depuis 1971
- Noël Lancien (1971-1979)
- Jérôme Kaltenbach (1979-1999)
- Sebastian Lang-Lessing (1999 à 2006)
- Paolo Olmi (2006 à 2010)
- Tito Muñoz (2011-2013)
- Rani Calderon (2014-2018)
- Marta Gardolińska (2021 - )

## Discographie
- Airs d'opéra et d'opéra comique français, 1988, dir. Kenneth Montgomery, éd. Le Chant du monde.
- Marius Constant : 4 Concertos, cor, orgue de barbarie, saxophone, trombone, 1990, dir. Jérôme Kaltenbach, éd. Erato.
- Henri Duparc : Mélodies, Lenore, Aux étoiles, Danse lente, 1993, dir. Jérôme Kaltenbach, éd. Accord.
- Joseph-Guy Ropartz, Psaume 136, Dimanche, Nocturne, Les vêpres sonnent, Le miracle de saint Nicolas, 1993, dir. Michel Piquemal, éd. Naxos.
- Manuel Rosenthal : Les petits métiers, Trois poèmes de Marie Roustan, Deux poèmes de Jean Cassou, Trois pièces liturgiques, Musique de table, 1995, dir. Jérôme Kaltenbach, avec la soprano Catherine Dubosc, éd. Naxos.
- Ernest Chausson : Symphony in B flat major, Poème, Viviane, 1998, dir. Jérôme Kaltenbach, avec Laurent Korcia, éd. Naxos.
- Théodore Gouvy : Electre opus 85, 1998, dir. Pierre Cao, éd. K617.
- Erik Satie : Parade, Trois Gymnopédies, Mercure, Relâche, 1999, dir. Jérôme Kaltenbach, éd. Naxos.
- Joseph-Guy Ropartz : Symphonies n° 1 & 4, 2005, dir. Sébastien Lang-Lessing, éd. Timpani.
- Joseph-Guy Ropartz : Symphonies n° 2 & 5, 2006, dir. Sébastien Lang-Lessing, éd. Timpani.
- Cristian Carrara : Magnificat, Ondanomala, Suite per bicicletta e orchestra, Vivaldi in memoriam, 2015, dir. Carlo Guaitoli, éd. Brilliant Classics.